# RDS-2
RDS-2 (en ruso: РДС-2) es el nombre clave dado a un arma nuclear creada por la Unión Soviética. Fue el segundo diseño de bomba nuclear construido por los soviéticos.

## Diseño
El dispositivo RDS-2 era inicialmente el nombre de una bomba cuyo diseño, hecho por del comité de Arzamas-16 (KB-11), era copia del diseño del "Little boy" estadounidense utilizado durante el bombardeo atómico en Hiroshima, así como la RDS-1 era una copia de la "Fat Man", lanzada sobre Nagasaki. Se desconoce si esta bomba fue construida, pero nunca fue probada. Posteriormente se le denominó RDS-2 a una bomba de implosión de plutonio mejorada. La RDS-2 fue una bomba de fisión intensificada con una carga de plutonio-239, que incluía mejoras como la reducción de la capa de explosivos (compuesta de TNT y RDX, en una proporción de 1:1), el perfeccionamiento en el enfoque de compresión del núcleo, la inclusión del diseño de carga levitante y la adición de tritio,
 Se cree que inicialmente su rendimiento fue estimado entre 10 y 15 kilotones. mejoras que por orden de Lavrenti Beria no fueron aplicadas en la RDS-1. La bomba era desplegable desde los aviones Tu-4 y Tu-16. El dispositivo fue probado con éxito el 24 de septiembre de 1951, en el Centro de pruebas de Semipalatinsk, con un rendimiento de 38,3 kilotones.

## Historia
En el momento en que los soviéticos realizaron su primera detonación nuclear, en 1949, pudieron ver las falencias de los primeros diseños de armas atómicas. La primera bomba, que fue llamada RDS-1, era una copia de la Fat man estadounidense, un diseño simple de implosión de plutonio. La RDS-1 fue construida bajo un ultimátum hecho por Iósif Stalin después del bombardeo atómico estadounidense sobre Japón en 1945, en el cual se ordenó la construcción de una única bomba atómica en un plazo de 5 años, lo que fue conseguido bajo el mando de Lavrenti Beria. Consecuentemente no se planificó un programa nuclear posterior, aunque se habían pensado, teóricamente, varios diseños (RDS-2, RDS-3, RDS-4 y RDS-5).
En el año 1948 los Estados Unidos llevaron a cabo la serie de pruebas nucleares Operación Sandstone, durante la cual se estudió principalmente: el diseño nuclear de "carga levitante" con el fin de aumentar el rendimiento; estudios de la composición de la carga nuclear (implosión de carga compuesta de Uranio/Plutonio e implosión de Uranio-235); pruebas de implosión con el mínimo de explosivos posibles; e investigación del comportamiento de modelos de espesor variable ante la temperatura. Con la experiencia obtenida por los estadounidenses, en el año 1951 en Arzamas-16, que en aquel tiempo era el único comité encargado de la construcción de estos dispositivos, se puso en marcha un programa de estudio y construcción de nuevos diseños para armas nucleares, tomando el mismo camino de los estadounidenses. Los objetivos de este programa eran análogos a los de la "Operación Sandstone", a excepción de que la implosión del uranio-235 sería estudiada más adelante. Para mediados de 1951 los soviéticos lograron construir los dos primeros dispositivos del programa: las bombas RDS-2 y RDS-3. Sus pruebas fueron planificadas para fines del mismo año.
Durante la reunión del Consejo de Ciencia y Tecnología, durante el cual se discutió sobre la detonación de los nuevos dispositivos, surgió la discusión sobre cómo realizar las pruebas. El equipo de físicos que desarrolló los diseños y construyó ambos dispositivos, liderados por Yuli Jariton, proponía que las bombas fueran detonadas en torres, al igual que la RDS-1, para así obtener datos más precisos sobre el rendimiento y el desarrollo de la reacción en cadena. En cambio, los líderes del programa de las armas nucleares, liderados por Ígor Kurchatov pidieron que la bomba fuera arrojada desde el aire, para obtener datos sobre la posibilidad de arrojar bombas desde un bombardero Tu-4. Finalmente se llegó al consenso de realizar una detonación en torre (RDS-2) y otra con un lanzamiento aéreo (RDS-3). Ambas bombas serían detonadas en el Sitio de pruebas de Semipalatinsk.

### Prueba Vtoraya Molniya
La detonación de la RDS-2 fue programada para el 24 de septiembre de 1951, en el sitio P-1 del Polígono de Semipalatinsk. La prueba fue llamada Vtoraya Molniya (Вторая Молния, Segundo Relámpago) por los soviéticos, y se conoció como Joe-2 (por "Joseph Stalin") en occidente. La instrumentación se dispuso en un radio de 10 km en 24 edificios, e incluyó 232 dispositivos de diversos tipos, 1250 indicadores de radiación gamma y 2050 indicadores de neutrones. La carga nuclear de la bomba fue ensamblada en el lugar de la detonación poco antes de esta por motivos de seguridad, e instalada en una torre de 30 metros de altura, alrededor de la cual se construyeron edificios y se colocaron diversos vehículos militares, como aviones, tanques y camiones para estudiar los efectos de la explosión. La bomba fue detonada a las 06:19 (GMT) y tuvo un rendimiento de 38,3 kilotones. La explosión fue vista y oída a 170 kilómetros de distancia. Inmediatamente después de la detonación se procedió a estudiar la zona y medir la radiación en tierra y aire. En un radio de 600 m alrededor de la zona cero la radiación era tal que un hombre solo podía estar un máximo de 30 minutos. Dado el éxito de la prueba, el diseño de la bomba fue enviado para su reproducción.
Unos días después se realizó la prueba del dispositivo RDS-3, el 18 de octubre. El dispositivo fue lanzado desde un avión Tu-4 a 10 km de altura, en el Sitio de pruebas Semipalatinsk, estallando a una altura de 380 metros con un rendimiento de 42 kilotones. Esta fue la primera prueba nuclear soviética con una bomba arrojada desde el aire. Al igual que la RDS-2, su diseño fue enviado para su producción en masa, entrando ambas en servicio como parte del arsenal militar.